# Caloca eba
Caloca eba is een schietmot uit de familie Calocidae.
De soort komt voor in het Australaziatisch gebied.